# Balansmetoden
Balansmetoden är den dominerande metoden för ekvationslösning i dagens svenska skolor. Det går ut på att man kan lösa en ekvation med hjälp av upprätthålla balansen mellan vänster- och högerled.
Metoden bygger på två huvudprinciper: Den ena är att skriva både vänsterled och högerled så enkla som möjligt. Den andra principen är att kontinuerligt skriva om ekvationen genom att behandla vänsterled och högerled på samma sätt, så att de till slut enbart innehåller den okända variabeln i endera ledet, och ett sifferuttryck i det andra.
Tillåtna operationer är bland annat att addera eller subtrahera godtyckliga tal eller uttryck, samt multiplicera och dividera båda leden med godtyckliga tal och uttryck, som inte är 0.

## Inledande exempel
Vi söker lösningen på ekvationen.
5(12 - x) + 8x = 7(4 + x)
Vi börjar med utveckla uttrycken i båda leden, dvs ta bort parenteserna:
60 - 5x + 8x = 28 + 7x
Därefter förenklas vänsterledet (högerledet är redan förenklat så långt det går):
60 + 3x  = 28 + 7x
Vi tar bort 28 från det högra ledet för att få 7x fritt:
60 - 28 + 3x = 28 - 28 + 7x
Nu är det inte mycket kvar och vi jämnar ut igen genom att ta bort 3x på båda sidor
32 + 3x -3x  = 7x - 3x
Ger "32 = 4x" och vi delar med 4 på båda sidor för att få fram x.
32/4 = 4x/4
8 = x
Lösningen på ekvationen är alltså att x = 8 .

## Transformationer
Förutom att använda de fyra räknesätten är också andra typer av transformationer möjliga. Med transformation menas här att applicera en funktion. Om funktionen är injektiva funktioner (som arctangens, potenser till udda heltal, rötter ur udda heltal, exponentiering) kan användas helt utan restriktioner. Andra transformationer leder fram till antingen multipla lösningar (kvadratroten ur, arcsin) eller riskerar falska rötter (kvadrering). Falska rötter kan också uppstå om man försöker transformera utanför funktionens definitionsmängd.